# De kwelling
De kwelling (Zweeds: Hets) is een film van de Zweedse regisseur Alf Sjöberg uit het jaar 1944. Het scenario werd geschreven door Ingmar Bergman.

## Verhaal
Jan-Erik Widgren is een idealistische leerling aan het gymnasium die auteur wil worden. Zijn leraar Latijn is een sadist. Hij wordt Caligula genoemd door zijn leerlingen. Op een avond ontmoet hij Bertha. Zij is dronken en wanhopig. Hij brengt haar naar huis en wordt verliefd op haar. Zij vertelt hem dat ze wordt geterroriseerd door een oude man die haar wellicht ooit zal vermoorden.

## Rolverdeling
| Acteur            | Personage        |
| ----------------- | ---------------- |
| Alf Kjellin       | Jan-Erik Widgren |
| Stig Järrel       | Caligula         |
| Mai Zetterling    | Bertha Olsson    |
| Olof Winnerstrand | Schoolhoofd      |
| Gösta Cederlund   | Pippi            |
| Stig Olin         | Sandman          |
| Jan Molander      | Pettersson       |
| Olav Riégo        | Dhr. Widgren     |
| Märta Arbin       | Mevr. Widgren    |
| Hugo Björne       | Arts             |